# Dongshi, Guangdong
Dongshi (kinesiska: 东石) är en köping i sydöstra Kina. Den ligger i Pingyuan härad i staden Meizhou i provinsen Guangdong, omkring 320 kilometer nordost om provinshuvudstaden Guangzhou. Antalet invånare är 30 719. Befolkningen består av 15 454 kvinnor och 15 265 män. Barn under 15 år utgör 18,0 %, vuxna 15-64 år 69 %, och äldre över 65 år 12,0 %.